# Hacienda Cabello
Hacienda Cabello es un barrio perteneciente al distrito Puerto de la Torre de la ciudad andaluza de Málaga, España. Según la delimitación oficial del ayuntamiento, limita al norte con los barrios de Universidad Laboral y El Atabal; al este, con terrenos no urbanizados; al sur, con los barrios de Hacienda Capitán y Quinta Alegre; y al oeste, con Los Molinos y de nuevo El Atabal.
Se trata de un barrio de viviendas de protección oficial construido durante los primeros años del siglo XXI. Anteriormente se ubicaba el núcleo chabolista de Huerta del Correo, cuyos habitantes fueron realojados en la barriada de La Corta desde la década de 1990.
En este barrio se encuentra la planta desaladora de El Atabal.

## Transporte
En autobús queda conectado mediante las siguientes líneas de la EMT: 
| Línea | Trayecto                               | Recorrido | Frecuencia                              |
| ----- | -------------------------------------- | --------- | --------------------------------------- |
| 21    | Alameda Principal - Puerto de la Torre | Recorrido | 12 minutos                              |
| 23    | Alameda Principal - Parque Cementerio  | Recorrido | 25-30 minutos                           |
| N4    | Alameda Principal - Puerto de la Torre | Recorrido | 23.30, 1.00 (Alameda) 0.15 (Pto. Torre) |